# Sar-e Pol (provins)
Sar-e Pol eller Sari Pul (persiska: سرپل) är en av Afghanistans 34 provinser, (wilayat).  Sar-e Pol beräknades år 2022 ha omkring 644 000 invånare. Provinshuvudstad är Sar-e Pol. Provinsen präglas av ett bergigt, alpint landskap.

## Administrativ indelning
Provinsen är indelad i 7 distrikt.
- Balkhab
- Gosfandi
- Kohistanat
- Sancharak
- Sar-e Pol
- Sayyad
- Sozma Qala